# Ben Nguyen
Ben Nguyen, född 3 augusti 1988 i Sioux Falls, är en amerikansk MMA-utövare som sedan 2015 tävlar i organisationen Ultimate Fighting Championship.